# Boguchwał (herb szlachecki)
Boguchwał − polski herb szlachecki z nobilitacji, nadany w Królestwie Kongresowym.

## Opis herbu
W polu czerwonym pergamin srebrny; na nim takież pióra gęsie skrzyżowane; nad nim krzyż łaciński na kotwicy w skos; nad całością trzy gwiazdy (1 i 2); z prawej i z lewej po szpadzie srebrnej.
Klejnot: pięć piór strusich.

## Najwcześniejsze wzmianki
Nobilitacja w 1836, herb zachował się na dyplomie Heroldii Królestwa Polskiego z tego roku.

## Herbowni
Schlesinger.